# IUGS地質遺産
IUGS地質遺産（IUGSちしついさん、英語: IUGS Geological Heritage Sites）または地質遺産100選（ちしついさん100せん）は、国際地質科学連合（IUGS）が選定した、地球科学の研究にとって重要な地質学サイト（場所）である。IUGS設立60周年記念として2022年、第一回の100カ所が選定された。それ以降は2年ごとに新たに100ヶ所を選定する予定である。

## 歴史
国際地質科学ジオパーク計画のプロジェクト731によるものである。1990年代にIUGSのグローバル・ジオサイト・ワーキング・グループはヨーロッパの数カ国で調査が始まったが、当時は予想以下の支持しか得られなかった。
ユネスコ世界ジオパークプロジェクトの影響力拡大を受け、2021年11月にIUGSの事務局長と国際地質遺産委員会の役員はバスク海岸ユネスコ世界ジオパークで会合を開き、グローバル・ジオサイトの選定計画を立て直した。数カ月にわたる議論を経て、1年後の2022年10月28日、スペインのバスク海岸ユネスコ世界ジオパーク内にあるバスク州のスマイアで開催されたIUGSの60周年記念会議で、第一回の100カ所が公表された。選定には40以上の国の250名以上の専門家と10の国際機関が関わった。56カ国から181候補地が申請されており、日本からは玄武洞と野島断層が選出された。

## 一覧
番号1〜100は2022年選定、番号101〜200は2024年選定。
| No. | 国                       | ジオサイト名                                                                   | 画像 | 座標                                                                | カテゴリ                   | 他のカテゴリ                               | 備考                             |
| --- | ------------------------ | ------------------------------------------------------------------------------ | ---- | ------------------------------------------------------------------- | -------------------------- | ------------------------------------------ | -------------------------------- |
| 1   | イギリス                 | シッカーポイントとハットンの不整合                                             |      | 北緯55度59分15秒 西経02度24分24秒 / 北緯55.98750度 西経2.40667度    | 地球科学の歴史             | 層序学と堆積学                             |                                  |
| 2   | イタリア                 | 第四紀のフレグレイ平野の火山群                                                 |      | 北緯40度49分37秒 東経14度08分20秒 / 北緯40.82694度 東経14.13889度   | 地球科学の歴史             | 火山学                                     |                                  |
| 3   | カナダ                   | グロス・モーン国立公園のモホロビチッチ不連続面                                 |      | 北緯49度27分56秒 西経58度02分22秒 / 北緯49.46556度 西経58.03944度   | 地球科学の歴史             | テクトニクス                               | 世界遺産                         |
| 4   | フランス                 | 完新世のピュイ・ド・ドームと小ピュイ・ド・ドーム火山                           |      | 北緯45度46分20秒 東経02度57分52秒 / 北緯45.77222度 東経2.96444度    | 地球科学の歴史             | 火山学                                     | 世界遺産                         |
| 5   | イギリス                 | ジャイアンツ・コーズウェーとコーズウェー海岸の暁新世の火山岩                   |      | 北緯55度14分27秒 西経06度30分42秒 / 北緯55.24083度 西経6.51167度    | 地球科学の歴史             | 火山学                                     | 世界遺産                         |
| 6   | ツバル                   | フナフティ環礁                                                                 |      | 南緯08度30分56秒 東経179度12分03秒 / 南緯8.51556度 東経179.20083度  | 地球科学の歴史             |                                            |                                  |
| 7   | ポルトガル               | カペリーニョス火山                                                             |      | 北緯38度36分05秒 西経28度49分53秒 / 北緯38.60139度 西経28.83139度   | 地球科学の歴史             | 火山学                                     | ユネスコ世界ジオパーク           |
| 8   | スペイン                 | ラ・パルマ島のタブリエンテ・カルデラ                                           |      | 北緯28度43分00秒 西経17度52分34秒 / 北緯28.71667度 西経17.87611度   | 地球科学の歴史             | 火山学                                     |                                  |
| 9   | スウェーデン             | ラーグンダの第四紀の氷河の年縞                                                 |      | 北緯63度07分10秒 東経16度21分27秒 / 北緯63.11944度 東経16.35750度   | 地球科学の歴史             |                                            |                                  |
| 10  | 日本                     | 玄武洞                                                                         |      | 北緯35度35分17秒 東経134度48分18秒 / 北緯35.58806度 東経134.80500度 | 地球科学の歴史             |                                            | ユネスコ世界ジオパーク           |
| 11  | チェコ                   | クロンクの丘にあるシルル紀・デボン紀境界の国際標準模式層断面及び地点           |      | 北緯49度54分03秒 東経14度03分40秒 / 北緯49.90083度 東経14.06111度   | 地球科学の歴史             | 層序学と堆積学                             |                                  |
| 12  | 南アフリカ共和国         | 太古のバーバートン・グリーンストーン・ベルト                                   |      | 南緯25度30分00秒 東経30度30分00秒 / 南緯25.50000度 東経30.50000度   | 層序学と堆積学             | 古生物学                                   | 世界遺産                         |
| 13  | ブラジル                 | 鉄の四角形の古原生代の縞状鉄鉱床                                               |      | 南緯20度14分25秒 西経43度52分01秒 / 南緯20.24028度 西経43.86694度   | 層序学と堆積学             | 地形学と活動中の地質作用                   |                                  |
| 14  | ナミビア                 | マリノアン氷期の雪球地球の氷河の痕跡                                           |      | 南緯20度11分51秒 東経15度01分11秒 / 南緯20.19750度 東経15.01972度   | 層序学と堆積学             |                                            |                                  |
| 15  | グリーンランド           | シリウス・パセットのカンブリア爆発                                             |      | 北緯82度47分35秒 西経42度13分32秒 / 北緯82.79306度 西経42.22556度   | 層序学と堆積学             | 古生物学                                   |                                  |
| 16  | アメリカ合衆国           | グランド・キャニオンの大不整合                                                 |      | 北緯36度05分13秒 西経112度07分07秒 / 北緯36.08694度 西経112.11861度 | 層序学と堆積学             |                                            | 世界遺産                         |
| 17  | 中華人民共和国           | エベレスト山のオルドビス紀の岩石                                               |      | 北緯27度59分17秒 東経86度55分30秒 / 北緯27.98806度 東経86.92500度   | 層序学と堆積学             | 古生物学                                   |                                  |
| 17  | ネパール                 | エベレスト山のオルドビス紀の岩石                                               |      | 北緯27度59分17秒 東経86度55分30秒 / 北緯27.98806度 東経86.92500度   | 層序学と堆積学             | 古生物学                                   |                                  |
| 18  | 中華人民共和国           | ペルム紀・三畳紀の大絶滅と煤山の国際標準模式層断面及び地点                     |      | 北緯31度04分51秒 東経119度42分22秒 / 北緯31.08083度 東経119.70611度 | 層序学と堆積学             | 古生物学                                   |                                  |
| 19  | ポルトガル               | テリェイロの石炭紀・三畳紀の不整合                                             |      | 北緯37度02分59秒 西経08度58分48秒 / 北緯37.04972度 西経8.98000度    | 層序学と堆積学             | テクトニクス                               |                                  |
| 20  | イタリア                 | グッビオのボッタチョーネ峡谷の白亜紀・古第三紀の層序断面                       |      | 北緯43度21分55秒 東経12度34分57秒 / 北緯43.36528度 東経12.58250度   | 層序学と堆積学             | 地球科学の歴史                             |                                  |
| 21  | 南極                     | シーモア（マランビオ）島の白亜紀・古第三紀境界                                 |      | 南緯64度17分15秒 西経56度44分07秒 / 南緯64.28750度 西経56.73528度   | 層序学と堆積学             | 古生物学                                   |                                  |
| 22  | スペイン                 | スマイアの白亜紀・古第三紀の層序断面                                           |      | 北緯43度17分59秒 西経02度15分41秒 / 北緯43.29972度 西経2.26139度    | 層序学と堆積学             | 古生物学                                   | ユネスコ世界ジオパーク           |
| 23  | インド                   | マウムル洞窟のメガラヤン階の国際標準模式層断面及び地点                         |      | 北緯25度15分30秒 東経91度42分57秒 / 北緯25.25833度 東経91.71583度   | 層序学と堆積学             |                                            |                                  |
| 24  | カナダ                   | ミステイクン・ポイントのエディアカラ生物群の化石産地                           |      | 北緯46度38分06秒 西経53度12分40秒 / 北緯46.63500度 西経53.21111度   | 古生物学                   |                                            | 世界遺産                         |
| 25  | オーストラリア           | フリンダース山脈のエディアカラ丘のエディアカラ生物群の化石                     |      | 南緯31度19分52秒 東経138度38分07秒 / 南緯31.33111度 東経138.63528度 | 古生物学                   | 層序学と堆積学                             |                                  |
| 26  | 中華人民共和国           | カンブリア紀の澄江化石産地とラーガーシュテッテ                                 |      | 北緯24度40分08秒 東経102度58分38秒 / 北緯24.66889度 東経102.97722度 | 古生物学                   |                                            | 世界遺産                         |
| 27  | カナダ                   | バージェス頁岩のカンブリア紀の古生物学的記録                                   |      | 北緯51度26分18秒 西経116度28分20秒 / 北緯51.43833度 西経116.47222度 | 古生物学                   |                                            | 世界遺産                         |
| 28  | モロッコ                 | ティズグザウィン山のオルドビス紀のフェズアタ頁岩の化石産地                     |      | 北緯30度31分57秒 西経05度49分58秒 / 北緯30.53250度 西経5.83278度    | 古生物学                   |                                            |                                  |
| 29  | ポルトガル               | カネラスの採石場のオルドビス紀中期の巨大な三葉虫                               |      | 北緯40度57分55秒 西経08度13分04秒 / 北緯40.96528度 西経8.21778度    | 古生物学                   |                                            | ユネスコ世界ジオパーク           |
| 30  | ポーランド               | シフィエントクシスキェ山地のデボン紀の四肢動物の足跡                           |      | 北緯50度58分10秒 東経20度41分27秒 / 北緯50.96944度 東経20.69083度   | 古生物学                   |                                            |                                  |
| 31  | カナダ                   | 「石炭時代」ジョギンズの化石断崖                                               |      | 北緯45度23分15秒 西経64度02分54秒 / 北緯45.38750度 西経64.04833度   | 古生物学                   | 地球科学の歴史                             | 世界遺産                         |
| 32  | モザンビーク             | ペルム紀後期のテテ州の化石林                                                   |      | 南緯15度43分31秒 東経32度18分15秒 / 南緯15.72528度 東経32.30417度   | 古生物学                   |                                            |                                  |
| 33  | フランス                 | ディーニュ＝レ＝バンのアンモナイトの板                                         |      | 北緯44度07分10秒 東経06度14分03秒 / 北緯44.11944度 東経6.23417度    | 古生物学                   | 層序学と堆積学                             | ユネスコ世界ジオパーク           |
| 34  | ドイツ                   | ゾルンホーフェン＝アイヒシュテットのジュラ紀の一連の始祖鳥産地                 |      | 北緯48度53分25秒 東経10度58分05秒 / 北緯48.89028度 東経10.96806度   | 古生物学                   | 地球科学の歴史                             |                                  |
| 35  | コロンビア               | 上リカウルテの前期白亜紀の海棲爬虫類のラーガーシュテッテ                       |      | 北緯05度37分48秒 西経73度33分00秒 / 北緯5.63000度 西経73.55000度    | 古生物学                   | 層序学と堆積学                             |                                  |
| 36  | カナダ                   | 州立恐竜公園                                                                   |      | 北緯50度46分04秒 西経113度39分15秒 / 北緯50.76778度 西経113.65417度 | 古生物学                   |                                            | 世界遺産                         |
| 37  | ジャマイカ               | カリブ海岩石区の後期白亜紀の厚歯二枚貝                                         |      | 北緯18度09分18秒 西経77度23分12秒 / 北緯18.15500度 西経77.38667度   | 古生物学                   | 層序学と堆積学                             |                                  |
| 38  | ドイツ                   | メッセル採掘場の化石産地の始新世の古生物学的記録                               |      | 北緯49度54分46秒 東経08度45分15秒 / 北緯49.91278度 東経8.75417度    | 古生物学                   | 層序学と堆積学                             | 世界遺産、ユネスコ世界ジオパーク |
| 39  | ウガンダ                 | ナパック県の中新世の霊長類の古生物学的遺跡                                     |      | 北緯02度08分30秒 東経34度16分44秒 / 北緯2.14167度 東経34.27889度    | 古生物学                   | 火山学                                     |                                  |
| 40  | ギリシャ                 | レスボス島の中新世前期の化石林                                                 |      | 北緯39度12分32秒 東経25度53分50秒 / 北緯39.20889度 東経25.89722度   | 古生物学                   | 火山学、地球科学の歴史                     | ユネスコ世界ジオパーク           |
| 41  | タンザニア               | ラエトリ・オルドヴァイ渓谷の人類の進化に関する古人類学的遺跡                   |      | 南緯03度13分32秒 東経35度11分32秒 / 南緯3.22556度 東経35.19222度    | 古生物学                   |                                            | 世界遺産                         |
| 42  | アメリカ合衆国           | 第四紀後期のアスファルトの浸潤とラ・ブレア・タールピッツの古生物学的遺跡       |      | 北緯34度03分50秒 西経118度21分20秒 / 北緯34.06389度 西経118.35556度 | 古生物学                   |                                            |                                  |
| 43  | オーストラリア           | エラウォンドゥーの丘の太古代のジルコン                                         |      | 南緯26度10分58秒 東経116度55分57秒 / 南緯26.18278度 東経116.93250度 | 火成および変成作用の岩石学 | 地質年代学                                 |                                  |
| 44  | カナダ                   | 冥王代から原太古代までのヌッヴアギットゥク・グリーンストーン・ベルト           |      | 北緯58度17分31秒 西経77度43分53秒 / 北緯58.29194度 西経77.73139度   | 火成および変成作用の岩石学 | 古生物学、地質年代学                       |                                  |
| 45  | アメリカ合衆国           | ベアトゥース山脈東部の太古代の岩石                                             |      | 北緯45度01分45秒 西経109度24分57秒 / 北緯45.02917度 西経109.41583度 | 火成および変成作用の岩石学 |                                            |                                  |
| 46  | アメリカ合衆国           | スティルウォーター火成岩体                                                     |      | 北緯45度25分00秒 西経110度00分00秒 / 北緯45.41667度 西経110.00000度 | 火成および変成作用の岩石学 |                                            |                                  |
| 47  | 中華人民共和国           | 香港の前期白亜紀の流紋岩の柱状岩                                               |      | 北緯22度21分21秒 東経114度22分13秒 / 北緯22.35583度 東経114.37028度 | 火成および変成作用の岩石学 | 火山学                                     | ユネスコ世界ジオパーク           |
| 48  | モーリタニア             | リシャット構造、白亜紀のアルカリ岩体                                           |      | 北緯21度00分00秒 西経11度31分12秒 / 北緯21.00000度 西経11.52000度   | 火成および変成作用の岩石学 | 火山学                                     |                                  |
| 49  | チリ                     | 中新世のトーレス・デル・パイネの貫入岩体                                       |      | 南緯50度58分21秒 西経73度00分00秒 / 南緯50.97250度 西経73.00000度   | 火成および変成作用の岩石学 |                                            |                                  |
| 50  | マレーシア               | キナバル山の新第三紀の花崗岩                                                   |      | 北緯06度04分31秒 東経116度33分32秒 / 北緯6.07528度 東経116.55889度  | 火成および変成作用の岩石学 | 地形学と活動中の地質作用                   |                                  |
| 51  | エチオピア               | 大地溝帯のダナキル低地とその火山作用                                           |      | 北緯12度45分00秒 東経40度00分00秒 / 北緯12.75000度 東経40.00000度   | 火山学                     | テクトニクス                               |                                  |
| 51  | エリトリア               | 大地溝帯のダナキル低地とその火山作用                                           |      | 北緯12度45分00秒 東経40度00分00秒 / 北緯12.75000度 東経40.00000度   | 火山学                     | テクトニクス                               |                                  |
| 52  | カメルーン               | 第四紀のカメルーン火山                                                         |      | 北緯04度12分55秒 東経09度10分28秒 / 北緯4.21528度 東経9.17444度     | 火山学                     |                                            |                                  |
| 53  | サウジアラビア           | キドル山の古代スコリア丘                                                       |      | 北緯25度43分13秒 東経39度56分36秒 / 北緯25.72028度 東経39.94333度   | 火山学                     |                                            |                                  |
| 54  | タンザニア               | 更新世のキリマンジャロ火山                                                     |      | 南緯02度45分00秒 東経37度00分00秒 / 南緯2.75000度 東経37.00000度    | 火山学                     | 地形学と活動中の地質作用                   | 世界遺産                         |
| 55  | ドイツ                   | 完新世のウルメン・マール                                                       |      | 北緯50度12分37秒 東経06度58分58秒 / 北緯50.21028度 東経6.98278度    | 火山学                     |                                            | ユネスコ世界ジオパーク           |
| 56  | サモア                   | 1905年から1911年までのマタヴァヌ火山の噴火                                     |      | 南緯13度32分17秒 西経172度23分38秒 / 南緯13.53806度 西経172.39389度 | 火山学                     |                                            |                                  |
| 57  | バヌアツ                 | 活動中のヤスール・イェンカヘ火山群                                             |      | 南緯19度31分45秒 東経169度26分50秒 / 南緯19.52917度 東経169.44722度 | 火山学                     |                                            |                                  |
| 58  | ニカラグア               | ニカラグア湖中のオメテペ島の第四紀火山                                         |      | 北緯11度30分10秒 西経85度34分15秒 / 北緯11.50278度 西経85.57083度   | 火山学                     | テクトニクス                               |                                  |
| 59  | コスタリカ               | ポアス火山                                                                     |      | 北緯10度11分47秒 西経84度13分54秒 / 北緯10.19639度 西経84.23167度   | 火山学                     | 地形学と活動中の地質作用                   |                                  |
| 60  | コロンビア               | ネバド・デル・ルイスの第四紀の火山群                                           |      | 北緯04度53分43秒 西経75度19分21秒 / 北緯4.89528度 西経75.32250度    | 火山学                     |                                            |                                  |
| 61  | エクアドル               | コタカチ・クイコチャの火山群                                                   |      | 北緯00度17分32秒 西経78度21分27秒 / 北緯0.29222度 西経78.35750度    | 火山学                     | 地形学と活動中の地質作用                   | ユネスコ世界ジオパーク           |
| 62  | ギリシャ                 | 第四紀のサントリーニ・カルデラ                                                 |      | 北緯36度24分38秒 東経25度23分33秒 / 北緯36.41056度 東経25.39250度   | 火山学                     |                                            |                                  |
| 63  | ペルー                   | アレキパ・アニャスワイクの採石場における切り石の気相晶出溶結凝灰岩             |      | 南緯16度21分35秒 西経71度36分23秒 / 南緯16.35972度 西経71.60639度   | 火山学                     | 火成および変成作用の岩石学                 |                                  |
| 64  | ペルー                   | 西暦1600年のワイナプチナ火山の噴火による火山砕屑岩                             |      | 南緯16度44分07秒 西経70度51分38秒 / 南緯16.73528度 西経70.86056度   | 火山学                     | 地質考古学                                 |                                  |
| 65  | トルコ                   | カッパドキアの中新世の溶結凝灰岩のシーケンス                                   |      | 北緯38度40分36秒 東経34度51分16秒 / 北緯38.67667度 東経34.85444度   | 火山学                     | 地形学と活動中の地質作用                   | 世界遺産                         |
| 66  | チリ                     | エル・タティオの地熱地帯                                                       |      | 南緯22度20分06秒 西経68度00分47秒 / 南緯22.33500度 西経68.01306度   | 火山学                     | 地熱、地球生物学                           |                                  |
| 67  | アメリカ合衆国           | イエローストーンの火山と熱水システム                                           |      | 北緯44度36分00秒 西経110度36分00秒 / 北緯44.60000度 西経110.60000度 | 火山学                     | テクトニクス                               | 世界遺産                         |
| 68  | イギリス                 | スランズウィン島の後期新原生代・カンブリア紀のメランジュ                       |      | 北緯53度08分19秒 西経04度24分39秒 / 北緯53.13861度 西経4.41083度    | テクトニクス               | 地球科学の歴史、火成および変成作用の岩石学 | ユネスコ世界ジオパーク           |
| 69  | イラン                   | ナマクダンの塩の洞窟                                                           |      | 北緯26度37分31秒 東経55度31分00秒 / 北緯26.62528度 東経55.51667度   | テクトニクス               | 地形学と活動中の地質作用                   | ユネスコ世界ジオパーク           |
| 70  | イギリス                 | モイン衝上断層帯                                                               |      | 北緯58度02分02秒 西経05度04分16秒 / 北緯58.03389度 西経5.07111度    | テクトニクス               | 地球科学の歴史、火成および変成作用の岩石学 | ユネスコ世界ジオパーク           |
| 71  | フランス                 | ラ・デジラード島の後期ジュラ紀のオフィオライトのシーケンス                     |      | 北緯16度20分11秒 西経61度00分13秒 / 北緯16.33639度 西経61.00361度   | テクトニクス               |                                            |                                  |
| 72  | 中華人民共和国           | ロンブク渓谷のチベット南部デタッチメント断層システム                           |      | 北緯28度16分02秒 東経86度48分36秒 / 北緯28.26722度 東経86.81000度   | テクトニクス               |                                            |                                  |
| 73  | アメリカ合衆国           | スネーク山脈北部の変成コア複合岩体                                             |      | 北緯39度12分30秒 西経114度04分33秒 / 北緯39.20833度 西経114.07583度 | テクトニクス               |                                            |                                  |
| 74  | 日本                     | 野島断層                                                                       |      | 北緯34度33分00秒 東経134度56分16秒 / 北緯34.55000度 東経134.93778度 | テクトニクス               | 地形学と活動中の地質作用                   |                                  |
| 75  | ナミビア                 | ツメブの鉱床                                                                   |      | 南緯19度13分00秒 東経17度42分00秒 / 南緯19.21667度 東経17.70000度   | 鉱物学                     | 地球科学の歴史                             |                                  |
| 76  | スペイン                 | アルマデンの向斜にある巨大な水銀鉱床                                           |      | 北緯38度46分30秒 西経04度50分30秒 / 北緯38.77500度 西経4.84167度    | 鉱物学                     | 地球科学の歴史                             | 世界遺産                         |
| 77  | ウルグアイ               | ロス・カタラネス宝石地区のアメシストの堆積物                                   |      | 南緯30度47分34秒 西経56度16分13秒 / 南緯30.79278度 西経56.27028度   | 鉱物学                     |                                            |                                  |
| 78  | オーストラリア           | ウルルの残丘                                                                   |      | 南緯25度20分40秒 東経131度02分08秒 / 南緯25.34444度 東経131.03556度 | 地形学と活動中の地質作用   |                                            | 世界遺産                         |
| 79  | ブラジル                 | リオデジャネイロのポン・ヂ・アスーカル                                         |      | 南緯22度56分59秒 西経43度09分23秒 / 南緯22.94972度 西経43.15639度   | 地形学と活動中の地質作用   | テクトニクス                               | 世界遺産                         |
| 80  | 中華人民共和国           | 石林のカルスト                                                                 |      | 北緯24度47分30秒 東経103度16分30秒 / 北緯24.79167度 東経103.27500度 | 地形学と活動中の地質作用   | 層序学と堆積学                             | 世界遺産、ユネスコ世界ジオパーク |
| 81  | マダガスカル             | ツィンギ・デ・ベマラハ                                                         |      | 南緯18度12分00秒 東経44度34分00秒 / 南緯18.20000度 東経44.56667度   | 地形学と活動中の地質作用   |                                            | 世界遺産                         |
| 82  | エルサルバドル           | プエルタ・デル・ディアブロの逆転地形                                           |      | 北緯13度37分26秒 西経89度11分24秒 / 北緯13.62389度 西経89.19000度   | 地形学と活動中の地質作用   | 火山学、テクトニクス                       |                                  |
| 83  | キューバ                 | マイシの第四紀の間氷期のサンゴと海成隆起段丘                                   |      | 北緯20度08分10秒 西経74度13分59秒 / 北緯20.13611度 西経74.23306度   | 地形学と活動中の地質作用   | 層序学と堆積学                             |                                  |
| 84  | アメリカ合衆国           | グランド・キャニオン                                                           |      | 北緯36度03分56秒 西経112度07分04秒 / 北緯36.06556度 西経112.11778度 | 地形学と活動中の地質作用   |                                            | 世界遺産                         |
| 85  | アルゼンチン             | イグアスの滝                                                                   |      | 南緯25度41分44秒 西経54度26分13秒 / 南緯25.69556度 西経54.43694度   | 地形学と活動中の地質作用   | 火山学                                     | 世界遺産                         |
| 85  | ブラジル                 | イグアスの滝                                                                   |      | 南緯25度41分44秒 西経54度26分13秒 / 南緯25.69556度 西経54.43694度   | 地形学と活動中の地質作用   | 火山学                                     | 世界遺産                         |
| 86  | ザンビア                 | モーシ・オワ・トゥーニャ、ヴィクトリアの滝                                     |      | 南緯17度55分30秒 東経25度51分30秒 / 南緯17.92500度 東経25.85833度   | 地形学と活動中の地質作用   | テクトニクス                               | 世界遺産                         |
| 86  | ジンバブエ               | モーシ・オワ・トゥーニャ、ヴィクトリアの滝                                     |      | 南緯17度55分30秒 東経25度51分30秒 / 南緯17.92500度 東経25.85833度   | 地形学と活動中の地質作用   | テクトニクス                               | 世界遺産                         |
| 87  | アメリカ合衆国           | ドライ滝とチャンネルのあるスキャブランド                                       |      | 北緯47度36分23秒 西経119度21分53秒 / 北緯47.60639度 西経119.36472度 | 地形学と活動中の地質作用   |                                            |                                  |
| 88  | ノルウェー               | ユトゥルホイェット渓谷                                                         |      | 北緯61度59分59秒 東経10度54分27秒 / 北緯61.99972度 東経10.90750度   | 地形学と活動中の地質作用   |                                            |                                  |
| 89  | アルゼンチン             | ペリト・モレノ氷河                                                             |      | 南緯50度28分45秒 西経73度03分58秒 / 南緯50.47917度 西経73.06611度   | 地形学と活動中の地質作用   |                                            | 世界遺産                         |
| 90  | スイス                   | エンガディン地方の岩石氷河                                                     |      | 北緯46度25分43秒 東経09度49分20秒 / 北緯46.42861度 東経9.82222度    | 地形学と活動中の地質作用   |                                            |                                  |
| 91  | ボツワナ                 | オカバンゴ・デルタ                                                             |      | 南緯19度17分00秒 東経22度54分00秒 / 南緯19.28333度 東経22.90000度   | 地形学と活動中の地質作用   | 層序学と堆積学                             | 世界遺産                         |
| 92  | イラン                   | ルート砂漠のヤルダン                                                           |      | 北緯30度31分48秒 東経58度13分19秒 / 北緯30.53000度 東経58.22194度   | 地形学と活動中の地質作用   | 層序学と堆積学                             | 世界遺産                         |
| 93  | ナミビア                 | ナミブの砂海                                                                   |      | 南緯22度55分00秒 東経15度09分00秒 / 南緯22.91667度 東経15.15000度   | 地形学と活動中の地質作用   | 層序学と堆積学                             | 世界遺産                         |
| 94  | 中華人民共和国           | バダインジャラン砂漠の必魯図峰と湖群                                           |      | 北緯39度32分00秒 東経102度05分00秒 / 北緯39.53333度 東経102.08333度 | 地形学と活動中の地質作用   |                                            | 世界遺産                         |
| 95  | イタリア                 | ヴァイオントの地すべり                                                         |      | 北緯46度15分30秒 東経12度20分31秒 / 北緯46.25833度 東経12.34194度   | 地形学と活動中の地質作用   | 工学地質学                                 |                                  |
| 96  | トルコ                   | パムッカレのトラバーチン                                                       |      | 北緯37度55分25秒 東経29度07分15秒 / 北緯37.92361度 東経29.12083度   | 地形学と活動中の地質作用   | 層序学と堆積学                             | 世界遺産                         |
| 97  | チリ                     | ジャマラ塩原のプキオ                                                           |      | 南緯20度37分19秒 西経69度39分44秒 / 南緯20.62194度 西経69.66222度   | 地形学と活動中の地質作用   | 地球生物学                                 |                                  |
| 98  | スロベニア               | カルスト地方のシュコツィアン洞窟群                                             |      | 北緯45度39分47秒 東経13度59分21秒 / 北緯45.66306度 東経13.98917度   | 地形学と活動中の地質作用   |                                            | 世界遺産                         |
| 99  | メキシコ                 | サク・アクトゥンの水中洞窟システム                                             |      | 北緯20度14分47秒 西経87度27分51秒 / 北緯20.24639度 西経87.46417度   | 地形学と活動中の地質作用   |                                            |                                  |
| 100 | ブラジル                 | アラグァイニャ・ドームの衝突構造                                               |      | 南緯16度48分00秒 西経52度59分00秒 / 南緯16.80000度 西経52.98333度   | 衝突構造と地球外岩石       | 層序学と堆積学                             |                                  |
| 101 | イタリア                 | アーニョ渓谷のアルドゥイーノの岩相層序学シーケンス                             |      | 北緯45度41分32秒 東経11度16分51秒 / 北緯45.69222度 東経11.28083度   | 地球科学の歴史             | 層序学と堆積学                             |                                  |
| 102 | イギリス                 | キャヴァンシャム・フェリーとランステファンの採石場                             |      | 北緯52度04分12秒 西経03度17分32秒 / 北緯52.07000度 西経3.29222度    | 地球科学の歴史             | 層序学と堆積学                             |                                  |
| 103 | イギリス                 | ライム・レジスのジュラシック・コースト                                         |      | 北緯50度43分01秒 西経02度57分01秒 / 北緯50.71694度 西経2.95028度    | 地球科学の歴史             | 層序学と堆積学                             | 世界遺産                         |
| 104 | イギリス                 | スコットランド高地のバロー変成帯                                               |      | 北緯56度54分00秒 西経02度48分54秒 / 北緯56.90000度 西経2.81500度    | 地球科学の歴史             | 火成および変成作用の岩石学                 |                                  |
| 105 | フィンランド             | オリイェルヴィの接触変成岩                                                     |      | 北緯60度13分00秒 東経23度32分00秒 / 北緯60.21667度 東経23.53333度   | 地球科学の歴史             | 火成および変成作用の岩石学                 |                                  |
| 106 | ベルギー                 | デュルビュイの背斜                                                             |      | 北緯50度21分13秒 東経05度27分30秒 / 北緯50.35361度 東経5.45833度    | 地球科学の歴史             | テクトニクス                               |                                  |
| 107 | イタリア                 | ヴェスヴィオ火山                                                               |      | 北緯40度49分18秒 東経14度25分35秒 / 北緯40.82167度 東経14.42639度   | 地球科学の歴史             | 火山学                                     |                                  |
| 108 | ドイツ                   | シャイベン山の溶岩流                                                           |      | 北緯50度32分14秒 東経12度55分26秒 / 北緯50.53722度 東経12.92389度   | 地球科学の歴史             |                                            |                                  |
| 109 | フランス                 | プレー火山                                                                     |      | 北緯14度48分34秒 西経61度09分59秒 / 北緯14.80944度 西経61.16639度   | 地球科学の歴史             | 火山学                                     | 世界遺産                         |
| 110 | アメリカ合衆国           | ヘンリー山脈の漸新世のラコリスと堆積岩のドーム                                 |      | 北緯37度53分16秒 西経110度41分51秒 / 北緯37.88778度 西経110.69750度 | 地球科学の歴史             | テクトニクス                               |                                  |
| 111 | ニュージーランド         | マルイア滝                                                                     |      | 南緯41度51分36秒 東経172度15分08秒 / 南緯41.86000度 東経172.25222度 | 地球科学の歴史             |                                            |                                  |
| 112 | フランス                 | メール・ド・グラース                                                           |      | 北緯45度54分03秒 東経06度56分45秒 / 北緯45.90083度 東経6.94583度    | 地球科学の歴史             | 地形学と活動中の地質作用                   |                                  |
| 113 | ノルウェー               | エスマルク・モレーンとオットー・タンクのモレーン                               |      | 北緯61度53分37秒 東経07度26分18秒 / 北緯61.89361度 東経7.43833度    | 地球科学の歴史             | 地形学と活動中の地質作用                   |                                  |
| 114 | イギリス                 | グレン・ロイの平行道路                                                         |      | 北緯56度55分40秒 西経04度47分54秒 / 北緯56.92778度 西経4.79833度    | 地球科学の歴史             | 地形学と活動中の地質作用                   |                                  |
| 115 | カナダ                   | 中原生代のベルトとパーセル・スーパーグループ                                   |      | 北緯48度57分29秒 西経113度53分31秒 / 北緯48.95806度 西経113.89194度 | 層序学と堆積学             | 地球科学の歴史                             | 世界遺産                         |
| 116 | スウェーデン             | ヘレシス採石場のオルドビス紀のセクション                                       |      | 北緯58度36分36秒 東経13度23分37秒 / 北緯58.61000度 東経13.39361度   | 層序学と堆積学             | 古生物学                                   |                                  |
| 117 | アルジェリア             | タッシリ・ナジェールのオルドビス紀の氷河擦痕                                   |      | 北緯24度55分00秒 東経10度04分00秒 / 北緯24.91667度 東経10.06667度   | 層序学と堆積学             | 地球科学の歴史                             |                                  |
| 117 | リビア                   | タッシリ・ナジェールのオルドビス紀の氷河擦痕                                   |      | 北緯24度55分00秒 東経10度04分00秒 / 北緯24.91667度 東経10.06667度   | 層序学と堆積学             | 地球科学の歴史                             |                                  |
| 118 | アイルランド             | バレンとモハーの断崖の石炭紀の進化                                             |      | 北緯53度00分46秒 西経09度24分05秒 / 北緯53.01278度 西経9.40139度    | 層序学と堆積学             | 古生物学                                   |                                  |
| 119 | アメリカ合衆国           | グアダルーペ山脈のペルム紀の礁群                                               |      | 北緯31度53分39秒 西経104度49分18秒 / 北緯31.89417度 西経104.82167度 | 層序学と堆積学             | 古生物学                                   |                                  |
| 120 | イタリア                 | ラテマール山の三畳紀の炭酸塩台地                                               |      | 北緯46度22分51秒 東経11度34分30秒 / 北緯46.38083度 東経11.57500度   | 層序学と堆積学             |                                            |                                  |
| 121 | カナダ                   | オールド・ワイフ岬の三畳紀末期の洪水玄武岩                                     |      | 北緯45度23分15秒 西経64度02分54秒 / 北緯45.38750度 西経64.04833度   | 層序学と堆積学             | テクトニクス                               | ユネスコ世界ジオパーク           |
| 122 | アメリカ合衆国           | コヨーテ・ビュートとザ・ウェーブのジュラ紀のナバホ砂岩                         |      | 北緯36度59分45秒 西経112度00分23秒 / 北緯36.99583度 西経112.00639度 | 層序学と堆積学             | 地形学と活動中の地質作用                   |                                  |
| 123 | ギリシャ                 | メテオラの漸新世・中新世のモラッセと岩峰群                                     |      | 北緯39度43分18秒 東経21度37分50秒 / 北緯39.72167度 東経21.63056度   | 層序学と堆積学             | 地形学と活動中の地質作用                   | 世界遺産                         |
| 124 | イタリア                 | スカーラ・デイ・トゥルキの更新世の周期層序                                     |      | 北緯37度17分23秒 東経13度28分21秒 / 北緯37.28972度 東経13.47250度   | 層序学と堆積学             | 古生物学                                   |                                  |
| 125 | ナミビア                 | エトーシャ塩湖                                                                 |      | 南緯18度46分00秒 東経16度22分00秒 / 南緯18.76667度 東経16.36667度   | 層序学と堆積学             | 地形学と活動中の地質作用、古生物学         |                                  |
| 126 | スロベニア               | ラチシュカ・ペチナ洞窟の更新世から完新世までの記録                             |      | 北緯45度30分12秒 東経14度09分00秒 / 北緯45.50333度 東経14.15000度   | 層序学と堆積学             |                                            |                                  |
| 127 | 日本                     | 喜界島の完新世のサンゴ礁段丘                                                   |      | 北緯28度17分31秒 東経129度57分51秒 / 北緯28.29194度 東経129.96417度 | 層序学と堆積学             | テクトニクス                               |                                  |
| 128 | オーストラリア           | シャーク湾                                                                     |      | 南緯25度55分28秒 東経113度48分17秒 / 南緯25.92444度 東経113.80472度 | 層序学と堆積学             | 地形学と活動中の地質作用                   |                                  |
| 129 | ボリビア                 | ウユニ塩原                                                                     |      | 南緯20度11分02秒 西経67度36分16秒 / 南緯20.18389度 西経67.60444度   | 層序学と堆積学             | 地形学と活動中の地質作用                   |                                  |
| 130 | イスラエル               | 死海                                                                           |      | 北緯31度33分32秒 東経35度28分24秒 / 北緯31.55889度 東経35.47333度   | 層序学と堆積学             | 地形学と活動中の地質作用                   |                                  |
| 130 | ヨルダン                 | 死海                                                                           |      | 北緯31度33分32秒 東経35度28分24秒 / 北緯31.55889度 東経35.47333度   | 層序学と堆積学             | 地形学と活動中の地質作用                   |                                  |
| 131 | トルコ                   | サルダ湖の火星類似地                                                           |      | 北緯37度33分09秒 東経29度40分53秒 / 北緯37.55250度 東経29.68139度   | 層序学と堆積学             | 古生物学                                   |                                  |
| 132 | ナミビア                 | ナマ・グループのエディアカラン動物相                                           |      | 南緯26度43分56秒 東経16度29分59秒 / 南緯26.73222度 東経16.49972度   | 古生物学                   | 層序学と堆積学                             |                                  |
| 133 | カナダ                   | ミグアシャのデボン紀後期の化石魚類のラーガーシュテッテ                         |      | 北緯48度06分18秒 西経66度21分11秒 / 北緯48.10500度 西経66.35306度   | 古生物学                   | 地球科学の歴史                             | 世界遺産                         |
| 134 | 中華人民共和国           | ウダ化石産地のペルム紀の植生                                                   |      | 北緯39度32分03秒 東経106度37分36秒 / 北緯39.53417度 東経106.62667度 | 古生物学                   | 層序学と堆積学                             |                                  |
| 135 | アルゼンチン             | イスチグアラストの三畳紀の恐竜と近哺乳類の爬虫類                               |      | 南緯30度09分48秒 西経67度50分32秒 / 南緯30.16333度 西経67.84222度   | 古生物学                   | 層序学と堆積学                             | 世界遺産                         |
| 136 | ポルトガル               | アイレとカンデエイロス山脈の中期ジュラ紀の恐竜の足跡                           |      | 北緯39度34分11秒 西経08度35分21秒 / 北緯39.56972度 西経8.58917度    | 古生物学                   | 層序学と堆積学                             |                                  |
| 137 | 中華人民共和国           | 大山舗の中期ジュラ紀の恐竜化石産地                                             |      | 北緯29度23分49秒 東経104度49分27秒 / 北緯29.39694度 東経104.82417度 | 古生物学                   | 層序学と堆積学                             |                                  |
| 138 | アメリカ合衆国           | カーネギー採石場の後期ジュラ紀の恐竜骨産地                                     |      | 北緯40度26分26秒 西経109度18分04秒 / 北緯40.44056度 西経109.30111度 | 古生物学                   | 層序学と堆積学                             |                                  |
| 139 | スペイン                 | ラス・オヤスの前期白亜紀の湿地                                                 |      | 北緯40度05分25秒 西経01度53分45秒 / 北緯40.09028度 西経1.89583度    | 古生物学                   | 層序学と堆積学                             |                                  |
| 140 | ブラジル                 | カリリ石の白亜紀のラーガーシュテッテン                                         |      | 南緯07度07分12秒 西経39度41分32秒 / 南緯7.12000度 西経39.69222度    | 古生物学                   | 層序学と堆積学                             |                                  |
| 141 | アメリカ合衆国           | ウィロー・クリーク背斜の白亜紀の恐竜繁殖地                                     |      | 北緯47度49分08秒 西経112度11分18秒 / 北緯47.81889度 西経112.18833度 | 古生物学                   |                                            |                                  |
| 142 | エジプト                 | クジラ渓谷、ワディ・アル・ヒタンの始新世の鯨類と海牛目の化石                   |      | 北緯29度15分54秒 東経30度01分20秒 / 北緯29.26500度 東経30.02222度   | 古生物学                   | 層序学と堆積学                             | 世界遺産                         |
| 143 | コロンビア               | ラ・ベンタの中新世中期の新熱帯区の生物群系                                     |      | 北緯03度15分32秒 西経75度10分03秒 / 北緯3.25889度 西経75.16750度    | 古生物学                   | 層序学と堆積学                             |                                  |
| 144 | エチオピア               | キビッシュ層の現世人類の化石                                                   |      | 北緯05度18分46秒 東経35度56分22秒 / 北緯5.31278度 東経35.93944度    | 古生物学                   | 層序学と堆積学                             |                                  |
| 145 | ニカラグア               | アカウアリンカの人間の足跡                                                     |      | 北緯12度09分44秒 西経86度18分48秒 / 北緯12.16222度 西経86.31333度   | 古生物学                   | 火山学                                     |                                  |
| 146 | ノルウェー               | オスロ地溝のラルビカイトの貫入岩                                               |      | 北緯59度01分48秒 東経10度10分48秒 / 北緯59.03000度 東経10.18000度   | 火成および変成作用の岩石学 |                                            |                                  |
| 147 | イギリス                 | ルーム島の火成岩体                                                             |      | 北緯57度00分00秒 西経06度21分00秒 / 北緯57.00000度 西経6.35000度    | 火成および変成作用の岩石学 | 地球科学の歴史                             |                                  |
| 148 | アメリカ合衆国           | デビルスタワー、マテオ・テペ                                                   |      | 北緯44度35分25秒 西経104度42分53秒 / 北緯44.59028度 西経104.71472度 | 火成および変成作用の岩石学 | 地形学と活動中の地質作用                   |                                  |
| 149 | イタリア                 | イヴレーア・ヴェルバーノ帯にあるモホロビチッチ不連続面                         |      | 北緯46度00分20秒 東経08度19分16秒 / 北緯46.00556度 東経8.32111度    | 火成および変成作用の岩石学 | テクトニクス                               | ユネスコ世界ジオパーク           |
| 150 | ノルウェー               | レカ島のカンブリア紀のオフィオライト                                           |      | 北緯65度05分49秒 東経11度38分57秒 / 北緯65.09694度 東経11.64917度   | 火成および変成作用の岩石学 | テクトニクス                               |                                  |
| 151 | オマーン                 | 後期白亜紀のサマイル・オフィオライト                                           |      | 北緯23度10分00秒 東経58度00分00秒 / 北緯23.16667度 東経58.00000度   | 火成および変成作用の岩石学 | テクトニクス                               |                                  |
| 152 | キプロス                 | トロードス・オフィオライトの下層枕状溶岩                                       |      | 北緯35度00分42秒 東経33度09分13秒 / 北緯35.01167度 東経33.15361度   | 火成および変成作用の岩石学 | 火山学                                     |                                  |
| 153 | イタリア                 | ドラ・マイラ山塊の超高圧ユニット                                               |      | 北緯44度36分25秒 東経07度20分40秒 / 北緯44.60694度 東経7.34444度    | 火成および変成作用の岩石学 | 鉱物学                                     |                                  |
| 154 | インド                   | デカン・トラップ                                                               |      | 北緯17度55分16秒 東経73度40分30秒 / 北緯17.92111度 東経73.67500度   | 火山学                     | 火成および変成作用の岩石学                 |                                  |
| 155 | ニュージーランド         | ムリワイの巨大枕状溶岩流                                                       |      | 南緯36度50分00秒 東経174度25分39秒 / 南緯36.83333度 東経174.42750度 | 火山学                     | 層序学と堆積学                             |                                  |
| 156 | サウジアラビア           | 干上がった更新世のアル・ワアバ・マール火口                                     |      | 北緯22度54分02秒 東経41度08分22秒 / 北緯22.90056度 東経41.13944度   | 火山学                     | 地形学と活動中の地質作用                   |                                  |
| 157 | チリ                     | エル・ラコの鉄質溶岩                                                           |      | 南緯23度49分37秒 西経67度29分29秒 / 南緯23.82694度 西経67.49139度   | 火山学                     |                                            |                                  |
| 158 | タンザニア               | ンゴロンゴロ・クレーター                                                       |      | 南緯03度10分28秒 東経35度33分55秒 / 南緯3.17444度 東経35.56528度    | 火山学                     |                                            |                                  |
| 159 | ニュージーランド         | ルアペフ火山                                                                   |      | 南緯39度17分00秒 東経175度34分00秒 / 南緯39.28333度 東経175.56667度 | 火山学                     | 層序学と堆積学                             |                                  |
| 160 | メキシコ                 | パリクティン火山                                                               |      | 北緯19度29分35秒 西経102度15分05秒 / 北緯19.49306度 西経102.25139度 | 火山学                     | 火成および変成作用の岩石学                 |                                  |
| 161 | 日本                     | 平成新山の溶岩ドーム                                                           |      | 北緯32度45分41秒 東経130度17分55秒 / 北緯32.76139度 東経130.29861度 | 火山学                     | 地形学と活動中の地質作用                   |                                  |
| 162 | トンガ                   | 活動中のフンガ火山                                                             |      | 南緯20度32分50秒 西経175度23分25秒 / 南緯20.54722度 西経175.39028度 | 火山学                     | 地形学と活動中の地質作用                   |                                  |
| 163 | ニュージーランド         | アヒ・トゥプア、ロトルアの地熱地帯                                             |      | 南緯38度09分49秒 東経176度15分15秒 / 南緯38.16361度 東経176.25417度 | 火山学                     | 地形学と活動中の地質作用                   |                                  |
| 164 | アイスランド             | レイキャネースの大西洋中央海嶺                                                 |      | 北緯63度48分47秒 西経22度42分56秒 / 北緯63.81306度 西経22.71556度   | テクトニクス               | 火山学                                     |                                  |
| 165 | ペルー                   | コルカ渓谷にあるアンデス山脈の進化                                             |      | 南緯15度36分41秒 西経71度54分21秒 / 南緯15.61139度 西経71.90583度   | テクトニクス               | 地形学と活動中の地質作用                   |                                  |
| 166 | イラン                   | ザグロス褶曲遡上帯の岩塩ドームと岩塩氷河                                       |      | 北緯27度18分11秒 東経55度07分20秒 / 北緯27.30306度 東経55.12222度   | テクトニクス               | 地形学と活動中の地質作用                   |                                  |
| 167 | ブラジル                 | パトスの剪断帯                                                                 |      | 南緯07度02分19秒 西経37度16分35秒 / 南緯7.03861度 西経37.27639度    | テクトニクス               |                                            |                                  |
| 168 | スペイン                 | エスラ・ユニットの衝上断層システム                                             |      | 北緯42度52分26秒 西経05度09分50秒 / 北緯42.87389度 西経5.16389度    | テクトニクス               | 層序学と堆積学                             |                                  |
| 169 | スイス                   | グラールス衝上断層                                                             |      | 北緯46度55分22秒 東経09度15分05秒 / 北緯46.92278度 東経9.25139度    | テクトニクス               | 地球科学の歴史                             |                                  |
| 170 | スペイン                 | モンテ・ペルディド山塊のテクトニクス構造                                       |      | 北緯42度40分15秒 東経00度04分02秒 / 北緯42.67083度 東経0.06722度    | テクトニクス               | 層序学と堆積学                             | 世界遺産、ユネスコ世界ジオパーク |
| 171 | イギリス                 | サマセット海岸の脆い構造                                                       |      | 北緯51度11分33秒 西経03度13分37秒 / 北緯51.19250度 西経3.22694度    | テクトニクス               | 層序学と堆積学                             |                                  |
| 172 | イタリア                 | ヴェットーレ山の地震シーケンスの表面断層                                       |      | 北緯42度49分06秒 東経13度15分10秒 / 北緯42.81833度 東経13.25278度   | テクトニクス               | 地形学と活動中の地質作用                   |                                  |
| 173 | スペイン                 | アリアガの高山上部バックル状褶曲                                               |      | 北緯40度40分05秒 西経00度41分55秒 / 北緯40.66806度 西経0.69861度    | テクトニクス               | 地形学と活動中の地質作用                   |                                  |
| 174 | ペルー                   | サン・フアン・デ・マルコナの海岸段丘                                           |      | 南緯15度21分21秒 西経75度09分04秒 / 南緯15.35583度 西経75.15111度   | テクトニクス               | 地形学と活動中の地質作用                   |                                  |
| 175 | アフガニスタン           | サル・エ・サングのラピスラズリ鉱床                                             |      | 北緯36度12分36秒 東経70度47分36秒 / 北緯36.21000度 東経70.79333度   | 鉱物学                     | 火成および変成作用の岩石学                 |                                  |
| 176 | 南アフリカ共和国         | カラハリのマンガン鉱区                                                         |      | 南緯27度12分07秒 東経22度58分13秒 / 南緯27.20194度 東経22.97028度   | 鉱物学                     | 地球科学の歴史                             |                                  |
| 177 | オーストラリア           | ブロークンヒルの鉛・亜鉛・銀鉱床                                               |      | 南緯31度57分00秒 東経141度28分00秒 / 南緯31.95000度 東経141.46667度 | 鉱物学                     | 火成および変成作用の岩石学                 |                                  |
| 178 | カナダ                   | モン・サンティレールの鉱山跡                                                   |      | 北緯45度33分02秒 西経73度09分20秒 / 北緯45.55056度 西経73.15556度   | 鉱物学                     | 火成および変成作用の岩石学                 |                                  |
| 179 | コロンビア               | ムソのエメラルド鉱床                                                           |      | 北緯05度32分22秒 西経74度08分43秒 / 北緯5.53944度 西経74.14528度    | 鉱物学                     | 地球科学の歴史                             |                                  |
| 180 | イギリス                 | ダートムーアの花崗岩地形                                                       |      | 北緯50度34分18秒 西経03度54分55秒 / 北緯50.57167度 西経3.91528度    | 地形学と活動中の地質作用   | 火成および変成作用の岩石学                 |                                  |
| 181 | ハンガリー               | バコニ・バラトン高地の鮮新世・更新世のマグマ水蒸気単成火山域の逆転地形         |      | 北緯46度50分38秒 東経17度27分07秒 / 北緯46.84389度 東経17.45194度   | 地形学と活動中の地質作用   | 火山学                                     |                                  |
| 182 | アメリカ合衆国           | グレートソルト湖                                                               |      | 北緯41度03分00秒 西経112度15分51秒 / 北緯41.05000度 西経112.26417度 | 地形学と活動中の地質作用   |                                            |                                  |
| 183 | カナダ                   | マッケンジー川三角州                                                           |      | 北緯68度43分01秒 西経132度39分45秒 / 北緯68.71694度 西経132.66250度 | 地形学と活動中の地質作用   |                                            |                                  |
| 184 | 大韓民国                 | ケッボル干潟                                                                   |      | 北緯34度49分44秒 東経126度06分16秒 / 北緯34.82889度 東経126.10444度 | 地形学と活動中の地質作用   | 層序学と堆積学                             | 世界遺産                         |
| 185 | フランス                 | ヴォクリューズの泉                                                             |      | 北緯43度55分04秒 東経05度07分57秒 / 北緯43.91778度 東経5.13250度    | 地形学と活動中の地質作用   | 地球科学の歴史                             |                                  |
| 186 | アメリカ合衆国           | ワクラの泉                                                                     |      | 北緯30度14分06秒 西経84度18分10秒 / 北緯30.23500度 西経84.30278度   | 地形学と活動中の地質作用   | 古生物学                                   |                                  |
| 187 | ボスニア・ヘルツェゴビナ | ヴレロ・ブネの泉                                                               |      | 北緯43度15分25秒 東経17度54分15秒 / 北緯43.25694度 東経17.90417度   | 地形学と活動中の地質作用   |                                            |                                  |
| 188 | アメリカ合衆国           | マンモス洞窟                                                                   |      | 北緯37度12分05秒 西経86度08分39秒 / 北緯37.20139度 西経86.14417度   | 地形学と活動中の地質作用   |                                            |                                  |
| 189 | ジャマイカ               | コックピット・カントリーの白い石灰岩のカルスト                                 |      | 北緯18度18分36秒 西経77度37分48秒 / 北緯18.31000度 西経77.63000度   | 地形学と活動中の地質作用   | 層序学と堆積学                             |                                  |
| 190 | 中華人民共和国           | 桂林のカルスト                                                                 |      | 北緯25度00分08秒 東経110度27分32秒 / 北緯25.00222度 東経110.45889度 | 地形学と活動中の地質作用   |                                            |                                  |
| 191 | ベトナム                 | ハロン湾とカットバー群島                                                       |      | 北緯20度54分00秒 東経107度06分00秒 / 北緯20.90000度 東経107.10000度 | 地形学と活動中の地質作用   |                                            | 世界遺産                         |
| 192 | ベネズエラ               | グラン・サバナのテプイと珪岩のカルスト                                         |      | 北緯05度51分29秒 西経62度31分07秒 / 北緯5.85806度 西経62.51861度    | 地形学と活動中の地質作用   |                                            |                                  |
| 193 | ニュージーランド         | フィヨルドランドのフィヨルドと聳え立つ海食崖                                   |      | 南緯44度38分10秒 東経167度53分38秒 / 南緯44.63611度 東経167.89389度 | 地形学と活動中の地質作用   | 火成および変成作用の岩石学                 | 世界遺産                         |
| 194 | ノルウェー               | スヴァールバル諸島のホルンスンドとファン・ミエンフィヨルデンのフィヨルドと氷河 |      | 北緯76度58分19秒 東経15度47分04秒 / 北緯76.97194度 東経15.78444度   | 地形学と活動中の地質作用   |                                            |                                  |
| 195 | アイスランド             | ヴァトナヨークトル氷河                                                         |      | 北緯64度34分39秒 西経16度52分54秒 / 北緯64.57750度 西経16.88167度   | 地形学と活動中の地質作用   | 火山学                                     |                                  |
| 196 | アメリカ合衆国           | ヨセミテ渓谷                                                                   |      | 北緯37度44分30秒 西経119度34分12秒 / 北緯37.74167度 西経119.57000度 | 地形学と活動中の地質作用   |                                            |                                  |
| 197 | 南アフリカ共和国         | フレデフォート・ドーム                                                         |      | 南緯27度00分00秒 東経27度18分00秒 / 南緯27.00000度 東経27.30000度   | 衝突構造と地球外岩石       | テクトニクス                               | 世界遺産                         |
| 198 | ドイツ                   | リース・クレーター                                                             |      | 北緯48度53分03秒 東経10度33分25秒 / 北緯48.88417度 東経10.55694度   | 衝突構造と地球外岩石       | 地球科学の歴史                             |                                  |
| 199 | ガーナ                   | ボスムトゥイ湖の衝突クレーター                                                 |      | 北緯06度32分00秒 西経01度25分00秒 / 北緯6.53333度 西経1.41667度     | 衝突構造と地球外岩石       | 地球科学の歴史                             |                                  |
| 200 | アメリカ合衆国           | バリンジャー隕石クレーター                                                     |      | 北緯35度01分41秒 西経111度01分24秒 / 北緯35.02806度 西経111.02333度 | 衝突構造と地球外岩石       | 地球科学の歴史                             |                                  |